# Saga

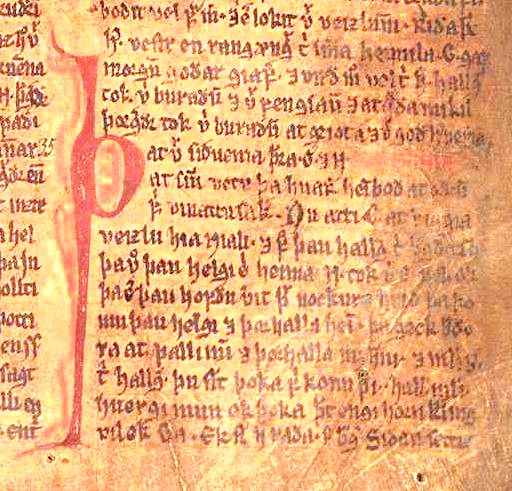
Citazione della Njáls saga nel Möðruvallabók (AM 132 folio 13r) scritto intorno al 1350.

Una saga (dall'omofona parola in islandese, al plurale sǫgur) è, nell'accezione originaria, una raccolta di storie in prosa che riguardano antichi popoli scandinavi, tribù germaniche, i primi viaggi vichinghi, le migrazioni verso l'Islanda, e le faide di dinastie islandesi. La maggior parte di esse è stata scritta in norreno.
I testi sono in prosa, con all'interno alcune stanze di poesia scaldica o in stile eddico racchiuse nel testo.
Le storie sono generalmente realistiche, escluse le saghe leggendarie, le saghe inerenti ai santi, ai vescovi, e le saghe cavalleresche tradotte o ricostruite. Le storie sono talvolta fantastiche, ma spesso trattano di vicende umane comprensibili.
Nell'accezione moderna, la saga è intesa come il racconto romanzato delle vicissitudini di un collettivo sociale con radici comuni come, ad esempio, un gruppo sociale, etnico o una dinastia familiare. Un caso tipico è quello del ciclo di romanzi La saga dei Forsyte di John Galsworthy, pubblicato ai primi del Novecento. Vi si narrano le vicende di una famiglia dell'alta borghesia inglese, dall'età vittoriana fino al 1930, con i relativi mutamenti di mentalità e costumi che segnarono questo periodo della storia inglese.. I Malavoglia di Verga sarebbero anch'essi una saga. P. G. Wodehouse definisce "Saga" le storie gravitanti attorno al castello di Blandings. Non sembra invece legittimo utilizzare il termine "saga" come sinonimo di "leggenda", eroica o meno, calco del vocabolo tedesco "Sage".
Nella cultura di massa e in particolare nel gergo dei fandom, spesso il termine viene esteso a qualsiasi serie di opere (dai romanzi ai videogiochi) che facciano parte di un universo coerente.

## Storia
Il termine è mutuato dal norreno saga, con i significati di "dichiarazione" e "storia", "cronaca", "narrazione", probabilmente derivante dai racconti mitologici sulla dea Sága. Ha la stessa etimologia dell'inglese say e del tedesco sagen (che significano entrambi "dire"). Le saghe sono basate su tradizioni orali e le ricerche si sono concentrate su cosa sia reale e cosa completamente di fantasia in ogni racconto. La verosimiglianza di ogni saga è spesso caldamente dibattuta.
La maggior parte dei manoscritti che hanno portato fino ai nostri giorni questi racconti sono stati portati in Danimarca e in Svezia nel XVII secolo, per tornare poi in tempi recenti in Islanda.

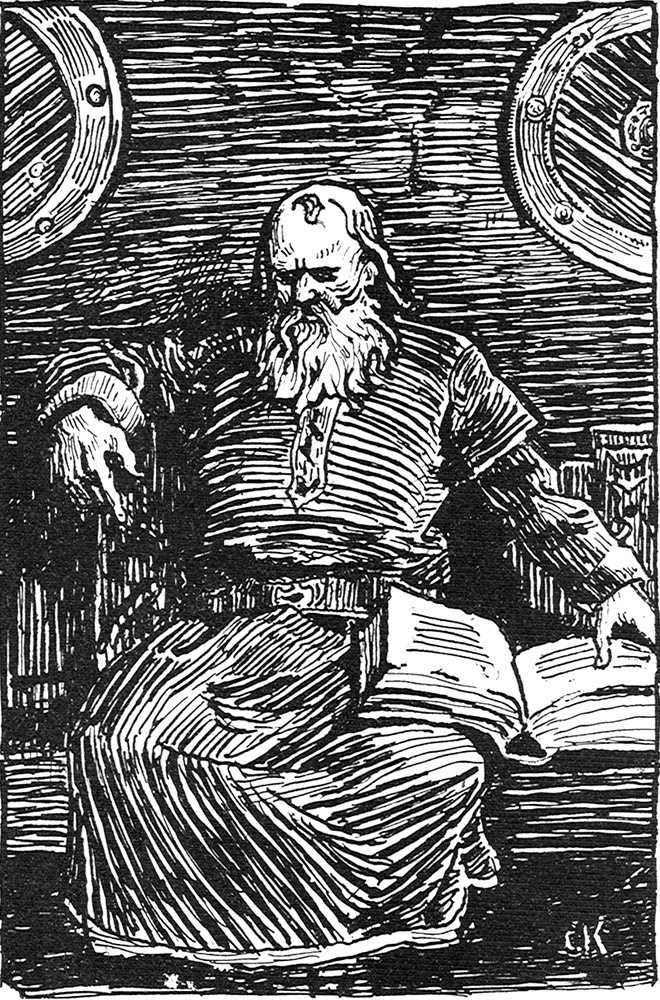
Snorri Sturluson, forse il più grande autore di saghe, ritratto da Christian Krohg.

Ci sono numerose storie che riguardano i regnanti, ad esempio l'Heimskringla, e personaggi fuori dal comune, come la Saga di Egill. I racconti trattano anche della storia dei paesi nordici, mentre sono menzionate anche le isole britanniche, la Francia settentrionale, e il Nord America, ma solo nel XX secolo le storie dei viaggi in America sono stati dichiarati autentici.
La maggior parte delle saghe islandesi riguardano personaggi e vicende da collocare tra il 930 e il 1030; questo periodo è chiamato söguöld ("Età delle Saghe") nella storia islandese. Le storie dei re, vescovi, e quelle contemporanee hanno tuttavia un proprio sfondo temporale. La maggior parte di esse è stato scritto fra il 1190 e 1320, anche se spesso derivano da una tradizione orale consolidata, mentre altre sono di pura fantasia e per alcune si conoscono le fonti certe: l'autore della saga dei re chiamata Sverris saga ha basato il suo racconto su un incontro realmente avvenuto fra lui e re Sverrir, protagonista della saga stessa. La teoria di Einar Pálsson sull'origine mitologica di questo genere afferma che le trame e i personaggi sono stati pesantemente influenzati da materiale mitologico associato ai racconti locali.

## Classificazione
Sotto il nome di saghe vengono radunati un gran numero di componimenti che differiscono parecchio tra di loro per natura, argomenti, luogo e periodo di ambientazione; per questo le saghe vengono suddivise in più sottogruppi:
- le saghe dei re (norreno: Konungasǫgur), saghe composte in Islanda e Norvegia tra il XII e il XIV secolo che parlano della vita dei re scandinavi;
- le saghe degli Islandesi (norreno: Íslendingasǫgur), saghe eroiche in prosa composte tra il XII e il XIV secolo che parlano delle faide tra le famiglie islandesi combattute tra il 930 e il 1030: celebri esempi di saghe degli Islandesi sono la Njáls saga, la Laxdœla saga e la Grettis saga;
- le brevi storie degli Islandesi (norreno: Íslendingaþættir), il cui materiale è lo stesso delle saghe degli Islandesi, con la differenza che le brevi storie degli Islandesi sono più brevi;
- le saghe contemporanee (norreno: Samtíðarsǫgur o Samtímasǫgur), saghe composte in Islanda tra il XII e il XIII secolo su eventi appena accaduti: esse sono perlopiù riunite in un'unica raccolta chiamata Sturlunga saga;
- le saghe leggendarie (norreno: Fornaldarsǫgur), saghe composte in Islanda nel XIII secolo oppure nella seconda metà del XIV secolo, che mescolano storia remota con miti e leggende: al contrario delle saghe degli Islandesi, le saghe leggendarie sono ambientate prima della colonizzazione dell'Islanda;
- le saghe cavalleresche (norreno: Riddarasǫgur), che comprendono sia traduzioni di opere francesi del genere della chanson de geste sia opere indigene composte nello stesso stile.

Altre saghe non rientrano in nessuna di queste classificazioni: ne sono esempi lo Styrbjarnar þáttr Svíakappa, lo Hróa þáttr heimska, l'Eymundar þáttr hrings e l'Eindriða þáttr ok Erlings (che sono þættir piuttosto che saghe); un'altra saga non classificabile è la Gutasaga, mentre l'Orkneyinga saga, la Færeyinga saga e altre minori sono considerate talvolta saghe dei re, talvolta senza classificazione.